# 막시밀리안 폰 바덴 변경백

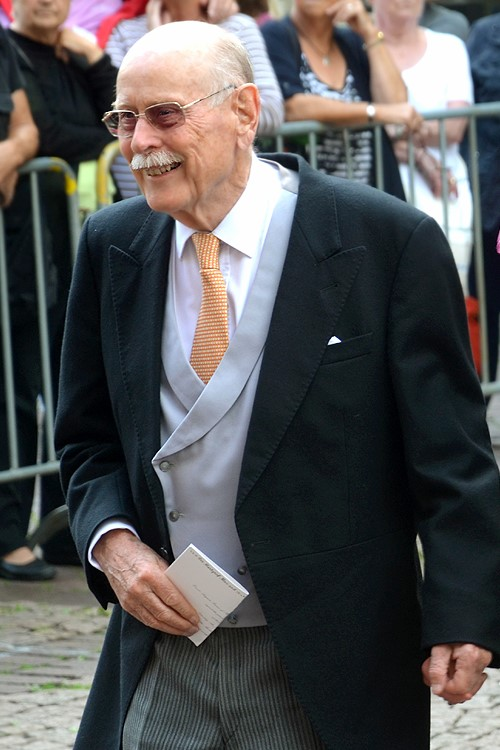
막시밀리안 폰 바덴 변경백

바덴 변경백 막시밀리안(Maximilian, Margrave of Baden, 1933년 7월 3일 ~ 2022년 12월 29일)은 독일의 사업가이자 바덴가의 수장이었다. 그의 어머니인 그리스와 덴마크의 공주 테오도라를 통해, 에든버러 공작 필립의 둘째 누나로, 그는 영국의 왕 찰스 3세의 사촌이었다.